# Alameda (Califórnia)
Alameda é uma cidade localizada no estado americano da Califórnia, no condado de Alameda. Foi incorporada em 19 de abril de 1854.

## Geografia
De acordo com o United States Census Bureau, a cidade tem uma área de 59,5 km², onde 27,5 km² estão cobertos por terra e 32 km² por água.

### Localidades na vizinhança
O diagrama seguinte representa as localidades num raio de 16 km ao redor de Alameda. 

## Demografia

### Censo 2010
Segundo o censo nacional de 2010, a sua população é de 73 812 habitantes e sua densidade populacional é de 2 686,03 hab/km². Possui 32 351 residências, que resulta em uma densidade de 1 177,26 residências/km².

### Censo 2000
De acordo com o censo de 2000, a densidade populacional era de 2 583,3 hab/km² entre os 72 259 habitantes, distribuídos da seguinte forma:
- 56,95% caucasianos
- 6,21% afro-americanos
- 0,67% nativo americanos
- 26,15% asiáticos
- 0,60% nativos de ilhas do Pacífico
- 3,29% outros
- 6,13% mestiços
- 9,31% latinos

Existiam 17 863 famílias na cidade, e a quantidade média de moradores por residência era de 2,35 pessoas.

## Lista de marcos
A relação a seguir lista as entradas do Registro Nacional de Lugares Históricos em Alameda.
- Alameda City Hall
- Alameda Free Library
- Alameda High School
- Alameda Veterans' Memorial Building
- Croll Building
- First Presbyterian Church Sanctuary Building
- Masonic Temple and Lodge
- Naval Air Station Alameda Historic District
- Park Street Historic Commercial District
- St. Joseph's Basilica
- Union Iron Works Powerhouse
- Union Iron Works Turbine Machine Shop
- USS Hornet (CV-12)